# قوریق
قوریق (قزاقی: Құрық) یک منطقه مسکونی در کشور قزاقستان است که در شهرستان قره‌قیه و در استان مین‌قشلاق واقع شده‌است.
این شهر به دلیل صادرات گاز در دریای کاسپین از میدان کاشاقان به باکو و انتقال آن از راه خط لوله باکو-تفلیس-جیحان به ترکیه گسترش و رونق یافته‌است.